# 苻幼
苻幼（？—364年），中國五胡十六國時代人物，前秦开国皇帝苻健的第十二子。
前秦皇始元年（351年）正月二十日，苻健即天王、大单于位，立国号为大秦，改年号为皇始，封苻幼为赵公。次年，苻幼进封赵王。357年，苻幼的三哥苻生被废，苻坚称天王，苻幼降为淮南公。364年九月，苻坚到朔方，安抚胡族，十月，征北将军、淮南公苻幼率领杏城的兵众乘虚袭击长安，李威斩杀了苻幼。之后他的八哥晋公苻柳、十哥魏公苻廋、十一哥燕公苻武先后反对苻坚而被杀。